# Deportivo Paraguayo
Club Atlético Deportivo Paraguayo – argentyński klub piłkarski z siedzibą w Buenos Aires.

## Osiągnięcia
- Mistrz V ligi (Primera D Metropolitana): 1991/92

## Historia
Deportivo Paraguayo założony został 15 sierpnia 1961 przez mieszkających w Buenos Aires Paragwajczyków. Obecnie klub gra w V lidze argentyńskiej (Primera D Metropolitana). Ponieważ nie posiada własnego boiska, swoje mecze domowe rozgrywa na stadionach klubów Liniers i Atlas.